# Joey Palmer
George Eugene Palmer (bekannt als Joey Palmer; * 22. Februar 1859 in Mulwala, Australien; † 22. August 1910 in Benalla, Australien) war ein australischer Cricketspieler, der zwischen 1880 und 1886 für die australische Nationalmannschaft spielte.

## Kindheit und Ausbildung
George „Joey“ Palmer besuchte die Macgregor’s School in Melbourne. Er war dann Teil des Young Victorians Cricket Club und als er dort gute Leistungen als Bowler zeigte wurde er eingeladen mit South Melbourne zu spielen.

## Aktive Karriere
Palmer gab sein First-Class-Debüt für Victoria in der Saison 1878/79. Er konnte weiterhin auch dort als Bowler überzeugen und gab so sein Debüt in der Nationalmannschaft im September 1880 bei der Tour in England. Dabei gelangen ihm 3 wickets für 35 Runs. Als England in der Saison 1881/82 nach Australien kam, konnte er mit insgesamt elf Wickets (7/68 und 4/97) im zweiten und neun Wickets (5/46 und 4/44) im dritten Test zwei Siege sichern und so die Tour entscheiden. Ein Jahr später erzielte er insgesamt zehn Wickets (7/65 und 3/61) im ersten und ein Fife-for (5/103) im zweiten Test, womit er abermals bester Bowler der Tour war. Im Sommer 1884 reiste er dann abermals nach England. Hier erreichte er 4 Wickets für 47 Runs im ersten 6 Wickets für 111 Runs im zweiten und 4 Wickets für 90 Runs im dritten Test. In der Saison 1884/85 kam er bei zwei Tests der Ashes Tour 1884/85 zum Einsatz, wobei ihm ein Mal fünf Wickets (5/81) und ein Mal vier Wickets (4/32) gelang. Seinen letzten Einsatz bei einer Tour hatte er dann im Sommer 1886 in England, wo ihm im ersten Test noch einmal 3 Wickets für 41 Runs gelangen. Im zweiten Test der Serie gelang ihm dann auch mit 48 Runs seine beste Batting-Leistung seiner Test-Karriere. Nach einer Knieverletzung in 1887 spielte er kaum noch. Er bestritt sein letztes First-Class-Spiel in der Saison 1896/97.

## Nach der aktiven Karriere
Nach seiner Verletzung ging er nach Launceston, wo er als Coach und Platzwart arbeitete. Nachdem seine Frau verstorben war, zog er zurück nach Voctoria, wo er im Jahr 1910 im Alter von 51 Jahren an einer Lungenentzündung verstarb.